# ألكسندرا كوستنيوك
ألكسندرا كوستنيوك (الروسية: Костенюк, Александра Константиновна) Alexandra Konstantinovna Kosteniuk لاعبة شطرنج روسية تحمل لقب أستاذ كبير، وبطلة العالم في الشطرنج من عام 2008 حتى 2010.
- ولدت في 23 أبريل 1984.
- تعلمت الشطرنج في سن الخامسة بعد أن تعرفت عليه من خلال والدها.
- وصلت إلى نهائي بطولة العالم للسيدات في سن السابعة عشر في عام 2001 وهزمتها اللاعبة تشو تشن.
- فازت ببطولة أوروبا للسيدات في عام 2004 بعد فوزها بدورة دريسدن.
- حصلت على لقب أستاذ كبير في نوفمبر 2004. بعدما حصلت على لقب أستاذ كبير سيدات عام 1998، ولقب أستاذ دولي عام 2000.
- فازت ببطولة روسيا للسيدات في عام 2005.

## روابط خارجية
- ألكسندرا كوستنيوك على موقع IMDb (الإنجليزية)
- ألكسندرا كوستنيوك على موقع الموسوعة البريطانية (الإنجليزية)
- ألكسندرا كوستنيوك على موقع الاتحاد الدولي للشطرنج (الإنجليزية)
- ألكسندرا كوستنيوك على موقع مباريات الشطرنج (الإنجليزية)
- ألكسندرا كوستنيوك على موقع 365Chess.com (الإنجليزية)
- ألكسندرا كوستنيوك على موقع Chesstempo.com (الإنجليزية)
- ألكسندرا كوستنيوك على موقع الاتحاد الأمريكي للشطرنج (الإنجليزية)
- ألكسندرا كوستنيوك سجل أولمبياد الشطرنج للسيدات على موقع OlimpBase.org (الإنجليزية)